# José Luis Ortega Monasterio
José Luis Ortega Monasterio (Santoña, Cantabria, 8 de agosto de 1918 – Barcelona, Cataluña, 18 de enero de 2004) fue un compositor y militar español. Fue uno de los grandes maestros compositores de habaneras, unas cincuenta, la más conocida, El meu avi. De sus más de cien obras, la mayoría son en catalán, unas pocas en castellano e incluso alguna en euskera. Además de cantante, también era instrumentista de guitarra y de acordeón.

## Infancia y juventud
Hijo de una familia de larga tradición militar .Ortega Monasterio nació el 8 de agosto de 1918 en Santoña (en la provincia de Santander, por aquel entonces Castilla la Vieja). Pasó parte de su infancia en Motrico (Guipúzcoa), hasta que quedó huérfano de padre y madre. Entonces se trasladó a la casa de sus tías en Quart (Gerona), donde ya componía piezas musicales en la escuela, como Estrellita marinera; además, cantaba en el coro de la catedral de Gerona. A los nueve años interpretó el papel principal de la comedia musical Xao en el Teatro Principal de la capital. Fue en esta época cuando entró en contacto con la lengua y la cultura catalanas. Durante la Guerra Civil huyó de Gerona a pie por la frontera a través de Olot y Beget hasta Lamanère (Vallespir). Desde ahí se trasladó a España vía Hendaya y se incorporó al ejército sublevado.

## Militar español
Pasada la Guerra Civil, recibió el grado de oficial de complemento. Estuvo destinado en el cuerpo de Regulares en el Norte de África, en Larache (Marruecos español) y Ceuta y Larache, y estudió en las academias militares de Zaragoza, Guadalajara y Toledo. En 1942 fundó el grupo de habaneras Los Gringos. Ya capitán, en los años cincuenta fue asignado a la Escuela Militar de Montaña, en Jaca. Pasó después a Puigcerdá, como jefe de la Guardia Civil de Fronteras, labor que compaginó con la de profesor de educación física en La Molina. A principios de los años 60, ya comandante de infantería, fue destinado a Menorca, donde compuso canciones para el grupo Los Parranderos, colaboró en el Festival de Canción Menorquina de Alayor, y dejó un gran recuerdo en general. En 1964 fue trasladado a Palamós, en la Costa Brava. Fue uno de los organizadores de la primera Cantada de Habaneras de Calella de Palafrugell (1967). El año siguiente,  compuso la obra que le daría más fama, la habanera El meu avi. Conjuntamente con Evarist Puig y Joaquim Simó, fundó en 1972 el Festival de Canción Marinera de Palamós.

## Clandestinidad y democracia
En los años setenta participó en la fundación de la Unión Militar Democrática. Tras ser sorprendido en 1976 con unas octavillas de propaganda de la formación, un tribunal militar le condenó a cinco meses de prisión militar en Cádiz. Tres años después fue expulsado del ejército por una falsa "ofensa al honor". En 1984, el gobierno revisó el juicio y le restituyó el honor y el grado de coronel. Aun así, Ortega no retomó la carrera militar porqué ya tenía otra ocupación: había fundado el grupo de habaneras Cavall Bernat en 1975, y se dedicaba plenamente a la música, cantando y componiendo habaneras. Se jubiló del conjunto en 1995.
Murió el 18 de enero de 2004 en Barcelona. Su fondo musical, más de cien composiciones entre habaneras y otras canciones, se conserva en la Fundación Ernest Morató. Fue enterrado en el panteón familiar en el cementerio de Puigcerdá. Su hijo, Leopoldo Ortega-Monasterio, que es médico forense, juntó sus dos apellidos para homenajearle.

## Controversia
En 2024, una investigación periodística reveló su presunta implicación en una red de trata y explotación sexual que operó entre finales de los años 70 y principios de los 90 en el noreste de España. Según documentación policial y testimonios, Ortega Monasterio habría estado vinculado a varios prostíbulos, incluyendo el local "Txoko" en Huesca, propiedad de su esposa Pura Gastón. La investigación documentó que Gastón también era propietaria de la Agencia Gracia en Barcelona, utilizada para reclutar mujeres mediante falsas ofertas de trabajo. Los informes policiales de la época señalaban a Ortega Monasterio como posible "propietario real" de varios establecimientos, aunque esto solo se pudo probar en el caso del Txoko. 
Uno de los locales, vinculados con Monasterio, Gran Escala 2000, ubicado en Ventalló, Gerona, donde según testimonios y documentación policial se explotaba sexualmente a mujeres, algunas menores de edad. El establecimiento era gestionado por Antolín Fernández, socio de Ortega Monasterio según varios testimonios, y posteriormente por su hermana Rolíndez. Las víctimas eran captadas a través de la Agencia Gracia, donde se les retenían sus documentos de identidad y se las forzaba a ejercer la prostitución. Las investigaciones fueron archivadas sin consecuencias judiciales, lo que se ha atribuido a las conexiones políticas y militares de los implicados.

## Enlaces
- Biografía a su muerte
- Fundación Ernest Morató, dedicada al estudio de la habanera, depositaria del archivo musical de Ortega Monasterio
- Página de letras de habaneras y canciones marineras
- Blog dedicado a las habaneras

- Datos: Q17300710